# Lycopus sherardii
Lycopus sherardii är en kransblommig växtart som först beskrevs av Steele (pro. sp..  Lycopus sherardii ingår i släktet strandklor, och familjen kransblommiga växter. Inga underarter finns listade i Catalogue of Life.